# Alphatoren
De Alphatoren is een 101 meter hoog gebouw in Enschede.
De toren staat tussen meer hoogbouw aan "Boulevard 1945". Het gebouw heeft een woonfunctie en het telt 91 appartementen verdeeld over 28 verdiepingen. Samen met andere lagere appartementengebouwen vormt de toren een gebouwencomplex. Het gebouwencomplex is ontworpen door KOW architecten uit Den Haag.

## Hoogste gebouw van Overijssel
De Alphatoren is, met 101 meter hoogte, het hoogste gebouw van Enschede en de provincie Overijssel. De IJsseltoren in Zwolle volgt met 96 meter. 

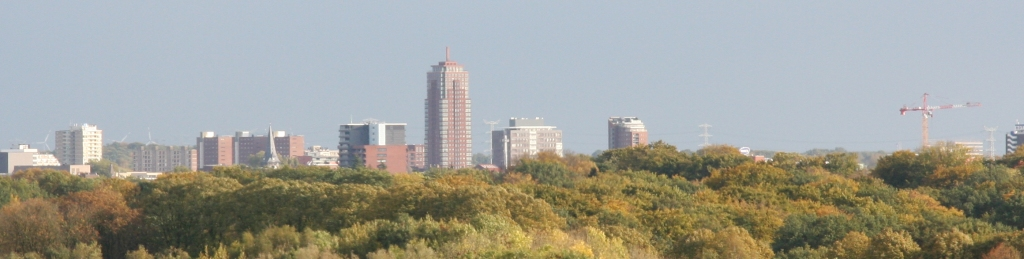
Skyline met de toren

Cooltoren (Rotterdam) · Delftse Poort (Rotterdam) · FIRST (Rotterdam) · Hoftoren (Den Haag) · JuBi-gebouw (Den Haag) · De Kroon (Den Haag) · Maastoren (Rotterdam) · Millenniumtoren (Rotterdam) · Mondriaantoren (Amsterdam) · Montevideo (Rotterdam) · New Babylon (Den Haag)  · New Orleans (Rotterdam) · The Red Apple (Rotterdam) · Rembrandttoren (Amsterdam) · De Rotterdam (Rotterdam) · Het Strijkijzer (Den Haag) · Westpoint (Tilburg) · World Port Center (Rotterdam) · De Zalmhaven (Rotterdam)
Achmeatoren (Leeuwarden) · Alphatoren (Enschede) · Carlton (Almere) · Erasmusgebouw (Nijmegen) · Europees Octrooibureau (Rijswijk) · EWI-gebouw (Delft) · Hondsrugtoren (Emmen) · Innovatoren (Venlo) · Kempkensberg (Groningen) · Lighthouse (Eindhoven) · Provinciehuis ('s-Hertogenbosch) · Rabobank (Utrecht) · Sardijntoren (Vlissingen) · IJsseltoren (Zwolle)